# Domaine de Vialatelle
Le domaine de Vialatelle est une demeure du XVIIIe siècle à Onet-le-Château, dans le département français de l'Aveyron.

## Localisation
Le domaine de Vialatelle se situe sur la route d'Espalion à 5 km à l'est d'Onet-le-Château. Vis-à-vis du château de La Roque, il domine le chemin de Saint-Mayme à l'ouest du vallon de la Morne.

## Historique
Le site semble avoir été occupé dès l'Antiquité tardive : en 1854 on y exhume une stèle dédiée à Junia Tertiola, sœur de Brutus, fils adoptif et assassin de César.
En 1553 la famille de Rességuier, seigneurs de Ladels et bourgeois de Rodez, cède  au chapitre de Rodez ses droits sur le domaine . En 1733, ce dernier appartient à la famille Balsa Vialatelle. Beaucoup plus tard, les Lacas prennent la succession.

## Architecture
Le domaine actuel construit au XVIIIe siècle, est composé d'une tour carrée centrale et de deux ailes. De par son plan et son aspect extérieur le corps du bâtiment offre beaucoup de ressemblance avec son voisin, le château de La Roque. De loin, tous deux semblent avoir été placés en tours de garde pour contrôler la route. 
Un passage voûté enjambe la cour du bâtiment de style Renaissance, qui a conservé une fenêtre à meneaux[réf. souhaitée]. Il subsiste une maison portant la date de 1767.